# エセルティーヌ＝アン＝ドンジー
エセルティーヌ＝アン＝ドンジー （Essertines-en-Donzy）は、オーヴェルニュ＝ローヌ＝アルプ地域圏、ロワール県のコミューン。

## 地理
中央高地にある、山地型の農村コミューンである。フォレ地方に位置する。フールの町から12km東にある。

## 由来
DonzyとはDominiacum（文字通り、領主に属する土地を意味する）からきている。Essertinesとは、伯爵が領主であったことを示している。

## 人口統計
| 1962年 | 1968年 | 1975年 | 1982年 | 1990年 | 1999年 | 2006年 | 2014年 |
| ------ | ------ | ------ | ------ | ------ | ------ | ------ | ------ |
| 510    | 495    | 424    | 419    | 397    | 434    | 475    | 492    |

参照元:1962年から1999年までは複数コミューンに住所登録をする者の重複分を除いたもの。それ以降は当該コミューンの人口統計によるもの。1999年までEHESS/Cassini、2006年以降INSEE。